# Sorong
Sorong es una ciudad costera y capital de la provincia oriental indonesia de Papúa Suroccidental. Es la puerta de entrada a las islas Raja Ampat. Las costas son ricas en arrecifes de coral en una zona considerada el corazón de la biodiversidad mundial de arrecifes de coral. También es un centro logístico para la próspera región oriental de Indonesia en aceite y gas. Sorong ha experimentado un crecimiento exponencial en los últimos cinco años, y se prevé un mayor crecimiento debido a que Sorong podría ser conectado por carretera a otras ciudades de la península de Doberai de Papúa. La ciudad tiene una población de 125.535 habitantes.

## Ciudades hermanadas
- Nuuk, Groenlandia
- Gaborone, Botsuana